# Zorka Hejdová
Zorka Hejdová, rozená Kepková, skutečným jménem Zora (* 2. července 1990 Plzeň), je česká televizní a rozhlasová moderátorka.

## Kariéra

### Počátky kariéry a Snídaně s Novou (2009–2020)
Svoji první zkušenost s moderováním získala ve svých osmnácti letech v rozhlasové stanici Kiss Proton, kde v té době pracovala jako hosteska. Tam se také seznámila s Miroslavem Hejdou, který v této rozhlasové stanici pracoval jako moderátor.[zdroj?]
V roce 2009 začala moderovat ranní televizní relaci TV Nova Snídaně s Novou společně s Tomášem Krejčířem. Od roku 2014 moderovala tento pořad se svým manželem Miroslavem Hejdou. V červnu 2020 spolu se svým manželem oznámili skrze sociální síť Instagram svůj odchod ze Snídaně s Novou. K odchodu Hejdová uvedla: „Nebylo to žádné unáhlené rozhodnutí, ale došli jsme si k tomu postupně a někdy do sebe okolnosti tak zapadnou, že si člověk uvědomí, že je čas...“

### Evropa 2 (od roku 2012)
Od roku 2012 pracuje jako moderátorka rozhlasové stanice Evropa 2. V březnu roku 2018 ukončila spolupráci s touto rozhlasovou stanicí, ale v lednu 2019, se do Evropy 2 vrátila. Moderuje v pondělí, úterý, středu, čtvrtek a pátek od 15:00 do 18:00.

### SuperStar (2013)
Moderovala společně s Romanem Juraškem interaktivní hudební soutěž SuperStar, která se vysílala na TV Nova v průběhu roku 2013.

### Frekvence 1 (2018)
Od roku 2018 moderovali se svým manželem na rozhlasové stanici Frekvence 1, kde každé všední dopoledne (9 až 10 hodin) vedli rozhovory se zajímavými hosty. Důvodem k ukončení spolupráce mezi Hejdovými a rádiem, které se uskutečnilo na podzim 2018, mělo být dle informací webu Expres nenaplnění podmínek ze strany Frekvence 1.

### Elle (od roku 2020)
Od roku 2020 každý čtvrtek moderuje nový podcast pro ELLE.[zdroj?]

### Love Island Česko & Slovensko - 1-2-3-4. série (2021-2025)
Od roku 2021 moderuje reality show Love Island Česko & Slovensko.[nenalezeno v uvedeném zdroji]

### Bachelor Česko (2024)
Od roku 2024 moderuje reality show Bachelor Česko.[zdroj?]

## Studium
21. srpna 2014 promovala na Univerzitě Jana Amose Komenského v Praze, získala bakalářský titul.

## Osobní život
27. června 2012 ji v přímém přenosu pořadu Snídaně s Novou požádal o ruku její tehdejší přítel Miroslav Hejda, žádost přijala. Svatba se uskutečnila 15. června 2013 na zámku Blatná.
V roce 2014 podstoupila zvětšení prsů plastickou operací, objem jejich prsou se zvětšil o dvě čísla. Hejdová k operaci uvedla: „Chtěla jsem se cítit žensky.“
V březnu 2020 se dostala do 14denní karantény spojené s šířením SARS-CoV-2 a pandemií nemoci covid-19, neboť se vrátila z dovolené v Rakousku.
V říjnu 2020 oznámila, že je těhotná. V dubnu 2021 porodila syna Nikolase.[zdroj?]

## Zajímavosti
V roce 2016 ji magazín Forbes umístil na 73. pozici v seznamu 77 nejvlivnějších Čechů na sociálních sítích.
Mezi její záliby patří focení, na svém instagramovém účtu má přes 300 000 sledujících (2022).[zdroj?]
Ve svých 13–14 letech dostala dvě nabídky na profesionální angažmá v modelingových agenturách, nabídky však nepřijala. Modelingu se věnuje pouze zájmově.
V roce 2013 havarovala na dálnici D5 při cestě automobilem mezi Plzní a Prahou, z nehody vyvázla bez zranění. Příčinou nehody byl mikrospánek Hejdové, díky čemuž automobilem zavadila o svodidla. V dubnu 2020 v internetovém rozhovoru k této autonehodě uvedla, že byla do značné míry způsobená jejím fyzickým i psychickým vypětím během moderování SuperStar.
V roce 2018 při návštěvě Spojených států amerických manželé Hejdovi havarovali na dálnici v americkém státu Arizona. Hejdová, jež v době nehody řídila, srazila v půjčeném automobilu na arizonské dálnici losa, zvíře bylo na místě mrtvé. Při havárii došlo k poničení a vysypání čelního skla automobilu a účastníci nehody měli pouze lehká zranění.
V září 2019 účinkovala své rozhlasové kolegyni Kateřině Říhové ve videoklipu k písni NAPOŘÁD.